# Giuseppe Antonio Caruso
Giuseppe Antonio Caruso (Petilia Policastro, 5 ottobre 1864 – Oppido Mamertina, 3 gennaio 1930) è stato un vescovo cattolico italiano.

## Biografia
Nacque a Petilia Policastro, in arcidiocesi di Santa Severina, il 5 ottobre 1864.
Ordinato presbitero in data ignota, fu nominato vescovo di Cariati da papa Benedetto XV il 10 marzo 1919; ricevette l'ordinazione episcopale il successivo 16 marzo dal cardinale Basilio Pompilj e dai co-consacranti Giuseppe Palica, arcivescovo titolare di Filippi, e Carmine Cesarano, arcivescovo di Conza e Campagna.
Il 26 agosto 1927 lasciò la diocesi di Cariati per approdare a quella di Oppido Mamertina, ma il suo episcopato in quest'ultima diocesi fu molto breve per via di un attentato sacrilego subìto da ignoti, che lo costrinsero a rassegnare le dimissioni e divenirne vescovo emerito dopo solo pochi mesi dal suo insediamento. Il 6 luglio 1928 divenne vescovo titolare di Gerisso.
Si spense a Oppido Mamertina il 3 gennaio 1930 all'età di 65 anni.

## Genealogia episcopale
La genealogia episcopale è:
- Cardinale Scipione Rebiba
- Cardinale Giulio Antonio Santori
- Cardinale Girolamo Bernerio, O.P.
- Arcivescovo Galeazzo Sanvitale
- Cardinale Ludovico Ludovisi
- Cardinale Luigi Caetani
- Cardinale Ulderico Carpegna
- Cardinale Paluzzo Paluzzi Altieri degli Albertoni
- Papa Benedetto XIII
- Papa Benedetto XIV
- Cardinale Enrico Enriquez
- Arcivescovo Manuel Quintano Bonifaz
- Cardinale Buenaventura Córdoba Espinosa de la Cerda
- Cardinale Giuseppe Maria Doria Pamphilj
- Papa Pio VIII
- Papa Pio IX
- Cardinale Alessandro Franchi
- Cardinale Giovanni Simeoni
- Cardinale Antonio Agliardi
- Cardinale Basilio Pompilj
- Vescovo Giuseppe Antonio Caruso